# Personer i Sverige födda i Japan
Till personer Sverige födda i Japan räknas personer som är folkbokförda i Sverige och som har sitt ursprung i Japan. Enligt Statistiska centralbyrån fanns det 2017 i Sverige sammanlagt cirka 3 400 personer födda i Japan.

## Historisk utveckling

### Födda i Japan
| Personer i Sverige födda i Japan 1900–2024 | Personer i Sverige födda i Japan 1900–2024 | Personer i Sverige födda i Japan 1900–2024 | Personer i Sverige födda i Japan 1900–2024 | Personer i Sverige födda i Japan 1900–2024 |
| --- | ------------------------------------------ | ------------------------------------------ | ------------------------------------------ | ------------------------------------------ |
| |                                            |                                            |                                            |                                            |
| År |                                            |                                            | Folkmängd                                  |                                            |
| 1900 | 1900                                       |                                            | 3                                          |                                            |
| 1930 | 1930                                       |                                            | 29                                         |                                            |
| 1950 | 1950                                       |                                            | 70                                         |                                            |
| 1960 | 1960                                       |                                            | 144                                        |                                            |
| 1970 | 1970                                       |                                            | 652                                        |                                            |
| 1980 | 1980                                       |                                            | 1 254                                      |                                            |
| 1990 | 1990                                       |                                            | 1 849                                      |                                            |
| 2000 | 2000                                       |                                            | 2 283                                      |                                            |
| 2001 | 2001                                       |                                            | 2 308                                      |                                            |
| 2002 | 2002                                       |                                            | 2 423                                      |                                            |
| 2003 | 2003                                       |                                            | 2 502                                      |                                            |
| 2004 | 2004                                       |                                            | 2 540                                      |                                            |
| 2005 | 2005                                       |                                            | 2 611                                      |                                            |
| 2006 | 2006                                       |                                            | 2 607                                      |                                            |
| 2007 | 2007                                       |                                            | 2 667                                      |                                            |
| 2008 | 2008                                       |                                            | 2 783                                      |                                            |
| 2009 | 2009                                       |                                            | 2 894                                      |                                            |
| 2010 | 2010                                       |                                            | 2 963                                      |                                            |
| 2011 | 2011                                       |                                            | 3 097                                      |                                            |
| 2012 | 2012                                       |                                            | 3 192                                      |                                            |
| 2013 | 2013                                       |                                            | 3 166                                      |                                            |
| 2014 | 2014                                       |                                            | 3 194                                      |                                            |
| 2015 | 2015                                       |                                            | 3 150                                      |                                            |
| 2016 | 2016                                       |                                            | 3 281                                      |                                            |
| 2017 | 2017                                       |                                            | 3 378                                      |                                            |
| 2018 | 2018                                       |                                            | 3 528                                      |                                            |
| 2019 | 2019                                       |                                            | 3 686                                      |                                            |
| 2020 | 2020                                       |                                            | 3 678                                      |                                            |
| 2021 | 2021                                       |                                            | 3 797                                      |                                            |
| 2022 | 2022                                       |                                            | 3 954                                      |                                            |
| 2023 | 2023                                       |                                            | 4 011                                      |                                            |
| 2024 | 2024                                       |                                            | 4 012                                      |                                            |
| Anm.: Befolkning den 31 december respektive år förutom åren 1960 och 1970 som avser förhållandet den 1 november och år 1980 som avser förhållandet den 15 september. |                                            |                                            |                                            |                                            |